# Municipio de Hidalgo (Coahuila)
El municipio de Hidalgo es uno de los 38 municipios del estado mexicano de Coahuila. Está ubicado en el extremo nororiental del estado, limitando con los Estados Unidos y el estado de Nuevo León. Su cabecera es la localidad de Hidalgo.

## Historia
El municipio fue establecido en agosto de 1886. Fue nombrado en honor a Miguel Hidalgo y Costilla, líder de la Independencia de México. En 1892 el gobierno del estado de Coahuila cede la parte oriental del municipio de Hidalgo en favor del estado de Nuevo León para permitirle tener una franja fronteriza con los Estados Unidos.

## Geografía
El municipio de Hidalgo colinda al norte y al este con los Estados Unidos, al oeste con el municipio de Guerrero y al sur con el municipio de Anáhuac, perteneciente al estado de Nuevo León. Su clima es semiárido cálido, con una temperatura promedio de 20 a 24 grados y un rango de precipitaciones anuales de 400 a 600 milímetros de lluvia.

## Demografía
En 2020 el municipio contaba con 1735 habitantes, de los cuales 1674 habitaban en la cabecera municipal.

### Localidades
En el Censo de 2020 el municipio de Hidalgo contaba con 33 localidades.
| Código INEGI      | Localidad         | Población (2020) |
| ----------------- | ----------------- | ---------------- |
| 050130001         | Hidalgo           | 1 674            |
| Otras localidades | Otras localidades | 61               |
| Total municipal   | Total municipal   | 1 735            |

## Presidentes municipales
| Presidente                    | Periodo   | Partido | Partido                              |
| ----------------------------- | --------- | ------- | ------------------------------------ |
| Fortunato Valdés              | 1939-1940 |         | Partido de la Revolución Mexicana    |
| Enrique Vela                  | 1941-1942 |         | Partido de la Revolución Mexicana    |
| Pedro Vela                    | 1943-1945 |         | Partido de la Revolución Mexicana    |
| Paz B. Zavala                 | 1946-1948 |         | Partido Revolucionario Institucional |
| Fortunato Valdés Vela         | 1949-1951 |         | Partido Revolucionario Institucional |
| Gilberto Farías V.            | 1952-1954 |         | Partido Revolucionario Institucional |
| Rafael Garza González         | 1955-1957 |         | Partido Revolucionario Institucional |
| Domingo Arce García           | 1958-1960 |         | Partido Revolucionario Institucional |
| Fernando Duarte R.            | 1961-1963 |         | Partido Revolucionario Institucional |
| Alfonso Valdés Sánchez        | 1964-1966 |         | Partido Revolucionario Institucional |
| Gilberto Farías Valdés        | 1967-1969 |         | Partido Revolucionario Institucional |
| Domingo Cruz Escamilla        | 1970-1972 |         | Partido Revolucionario Institucional |
| Fernando Duarte R.            | 1973-1975 |         | Partido Revolucionario Institucional |
| Ervey Flores Flores           | 1976-1978 |         | Partido Revolucionario Institucional |
| Alfonso Valdés Sánchez        | 1979-1981 |         | Partido Revolucionario Institucional |
| Miguel Pérez Gámez            | 1982-1984 |         | Partido Revolucionario Institucional |
| Jaime Manuel Valdés Carranza  | 1985-1987 |         | Partido Revolucionario Institucional |
| Berta Elia González de Valdés | 1988-1990 |         | Partido Revolucionario Institucional |
| Telésforo Villarreal          | 1991-1993 |         | Partido Revolucionario Institucional |
| Juan Vela Lozano              | 1994-1996 |         | Partido Revolucionario Institucional |
| Saúl Armando Rascón Rascón    | 1997-1999 |         | Partido Revolucionario Institucional |
| Fidencio Pérez Mendoza        | 2000-2002 |         | Partido Revolucionario Institucional |
| Fernando Duarte Flores        | 2003-2005 |         | Partido Acción Nacional              |
| Saúl Armando Rascón Rascón    | 2006-2009 |         | Partido Revolucionario Institucional |
| José Alberto Valdez Medina    | 2010-2013 |         | Partido Revolucionario Institucional |